# Associazione Sportiva Pizzighettone
Maillots
L’Associazione Sportiva Pizzighettone est un club italien de football. Il est basé à Pizzighettone,  dans la province de Crémone, en Lombardie. 
Après une rétrogradation en 2007 en Ligue Pro Deuxième Division, le club est rétrogradé en 2009 en Serie D. À la suite de la disparition du Pergocrema, il est transféré à Crema pour devenir l'Unione Sportiva Pergolettese 1932.

## Historique
- 1919 - fondation du club sous le nom de US Pizzighettone
- 1963 - fusion du US Regonese et du AS Pizzighettone